# Grand Prix d'été de combiné nordique 2007
Navigation
2006 2008
L'édition 2007 du grand prix d'été de combiné nordique, remportée par l'Autrichien David Kreiner, s'est déroulée du 24 août au 2 septembre 2007, en cinq épreuves disputées sur cinq sites différents. Pour la première fois une étape avait lieu en Italie, à Val di Fiemme. Le 2 septembre, la victoire de Jason Lamy Chappuis fut la première victoire française de l'histoire de la compétition.
Les épreuves ont commencé en Allemagne, à Klingenthal, se sont poursuivies à Oberhof, puis en Italie, à Val di Fiemme ; une quatrième épreuve avait lieu en Allemagne, à Berchtesgaden, tandis que la dernière d'entre elles avait lieu en Autriche, à Bischofshofen.
| \| Klingenthal Oberhof Val di Fiemme Berchtesgaden Bischofshofen \| Les cinq sites de compétition |
| Klingenthal Oberhof Val di Fiemme Berchtesgaden Bischofshofen                                     |

## Calendrier
| Date               | Type d'épreuve                       | Nombre de partants | Nombre de nations représentées | Vainqueur                                 | Deuxième                                        | Troisième                                    | Leader du grand prix |
| 1. Klingenthal     |                                      |                    |                                |                                           |                                                 |                                              |                      |
| 24 août 2007       | Sprint HS 65 / 7,5 km                | 62                 | 14                             | Eric Frenzel                              | Björn Kircheisen                                | Alfred Rainer                                | Eric Frenzel         |
| 2. Oberhof         |                                      |                    |                                |                                           |                                                 |                                              |                      |
| 26 août 2007       | Épreuve individuelle HS 140 / 15 km  | 60                 | 13                             | David Kreiner                             | Jason Lamy Chappuis                             | Wilhelm Denifl                               |                      |
| 3. Val di Fiemme   |                                      |                    |                                |                                           |                                                 |                                              |                      |
| 29 août 2007       | Épreuve individuelle HS 100 / 10 km  | 52                 | 12                             | David Kreiner                             | Jason Lamy Chappuis                             | Bernhard Gruber                              |                      |
| 4. Berchtesgaden   |                                      |                    |                                |                                           |                                                 |                                              |                      |
| 1er septembre 2007 | Épreuve par équipes HS 98 / 2 x 7 km | 27 équipes         | 12                             | Autriche I- David Kreiner - Mario Stecher | France I- Maxime Laheurte - Jason Lamy Chappuis | Allemagne I- Eric Frenzel - Björn Kircheisen |                      |
| 5. Bischofshofen   |                                      |                    |                                |                                           |                                                 |                                              |                      |
| 2 septembre 2007   | Épreuve individuelle HS 100 / 10 km  | 61                 | 13                             | Jason Lamy Chappuis                       | David Kreiner                                   | Wilhelm Denifl                               | David Kreiner        |

## Palmarès
| Rang | Athlète             | Points |
| ---- | ------------------- | ------ |
| 1.   | David Kreiner       | 370    |
| 2.   | Jason Lamy Chappuis | 332    |
| 3.   | Björn Kircheisen    | 236    |
| 4.   | Eric Frenzel        | 211    |
| 5.   | Wilhelm Denifl      | 180    |
| 6.   | Bernhard Gruber     | 170    |
| 7.   | Maxime Laheurte     | 150    |
| 8.   | Mario Stecher       | 124    |
| 9.   | Alfred Rainer       | 106    |
| 10.  | Tomáš Slavík        | 105    |